# Hedwig Marquardt
Hedwig Frieda Käthe Marquardt (* 28. November 1884 in Biere; † 14. April 1969 in Hannover) war eine deutsche Malerin und Kunstgewerblerin. Sie ist eine der wenigen Künstlerinnen, deren Werk dem deutschen Expressionismus zuzurechnen ist.

## Leben und künstlerische Einflüsse
Hedwig Marquardt war die Tochter von Johann Friedrich Marquardt und Hedwig Franziska Marquardt. Ihr Vater war Dorfarzt in Biere, einem Dorf bei Magdeburg. Sie besuchte die Schulen in Biere und Dessau und machte danach von 1902 bis 1905 eine Ausbildung zur Kunsterzieherin in Kassel, studierte 1905/1906 dann Kunst an der Kunstgewerbeschule Magdeburg und später (1906–1909) an der Damenakademie des Münchner Künstlerinnenvereins in München bei Robert Engels. In dieser Zeit war sie auch als freiberufliche Künstlerin tätig. Nur wenige ihrer Bilder aus der Zeit vor 1920 sind erhalten. Die frühesten zeigen den Einfluss der zeitgenössischen deutschen Landschaftsmaler, insbesondere der Worpsweder Schule, und ihre figurative Malerei den von Käthe Kollwitz.
Ab 1912 lebte Marquardt in Berlin und studierte eine Zeit lang bei Lovis Corinth. Die Kunst der Avantgarde, die sie hier kennenlernte (insbesondere die Arbeiten von Künstlern wie Franz Marc, Wassily Kandinsky und Lyonel Feininger), ermöglichte es ihr, den künstlerischen Stil zu entwickeln, den sie im Großen und Ganzen für den Rest ihres Lebens in ihrer Malerei und ihrem grafischen Werk beibehielt. Die Figur des Pferdes als Symbol der Energie und des freien Geistes, die in ihrem Werk immer wieder auftaucht, mag von ihrer ländlichen Erziehung herrühren, ist aber auch mit dem Stil von Franz Marc vergleichbar. Sie stellte 1911 und 1913 auf der Juryfreien Kunstausstellung in Berlin und 1912 auf der Magdeburger Kunstschau aus. 1914 malte sie ein Altarbild (Kreuzigung) für die Dorfkirche in Biere, welches 2019–2021 restauriert wurde.
In der Berliner Zeit war sie auch im Studienatelier für Malerei und Plastik (Lewin-Funcke-Schule) tätig und hatte eine Lehrtätigkeit u. a. im Lette-Verein Berlin in Zeichnen und Anatomie. In Berlin besuchte sie auch eine Abendklasse (Keramik) an der Meisterschule für das Kunsthandwerk.
Wie für viele Künstlerinnen war es auch für Marquardt schwierig, von ihrer Kunst zu leben, vor allem in der schwierigen Zeit nach dem Ersten Weltkrieg. Sie wandte sich der Keramik zu, verließ Berlin 1921 und zog nach kurzen Studium in Landshut an der Staatlichen Bayerischen Fachschule für Keramik nach Karlsruhe, wo sie in der Großherzoglichen Majolika-Manufaktur als keramische Malerin tätig war. Auch dekorierte sie die Arbeiten anderer, insbesondere die beliebten Vogelfiguren von Emil Pottner. 1922 lernte sie die Künstlerin Augusta Kaiser kennen, die sich ab 1922 Gust Kaiser nannte und die zu dieser Zeit auch als Keramikmalerin in der Karlsruher Fabrik tätig war.
1924 wurde sie von Philip Danner, der selbst die Karlsruher Fabrik verlassen hatte, um in Kiel ein neues Unternehmen für keramische Kunst zu leiten, eingeladen, sich der Kieler Kunst-Keramik anzuschließen. Dort lernte sie auch den Künstler Ludwig Kunstmann kennen. Marquardt war nur ein Jahr lang in Kiel tätig, schuf aber in dieser kurzen Zeit ein bedeutendes Werk, das gut dokumentiert ist und als sehr schönes Beispiel für die auf dem Höhepunkt des Art déco hergestellte Keramik gilt. Ihr keramisches Werk verdankt sich jedoch ebenso sehr ihrem Hintergrund in der expressionistischen Malerei wie der eher rein dekorativen Sprache des Art déco. Unterstützt wurde sie dabei von ihrer Lebensgefährtin und künstlerischen Mitarbeiterin Augusta Kaiser. Da Marquardt nie ein Mensch war, dem persönliche Beziehungen leicht fielen, zerstritt sie sich mit ihren Arbeitgebern und verließ zusammen mit Kaiser am 31. März 1925 Kiel.
Die beiden versuchten eine Zeit lang, als unabhängige Künstler zu überleben, indem sie kleine Keramiken, Stickereien, Illustrationen und Gebrauchsgrafik herstellten. Dafür gründeten sie 1925 in Biere die „Werkstätte für angewandte Kunst H. Marquardt - G. Kaiser“. 1927 nahm Marquardt eine Lehrerstelle für Kunsterziehung am privaten Ostlyzeum in Hannover an, die sie bis zu ihrer Pensionierung 1949 innehatte. Nach dem frühen Tod von Kaiser im Jahr 1932 teilte Marquardt ihr Leben mit der Künstlerin Charlotte (Lotte) Boltze (1881–1959), mit der sie seit ihrem gemeinsamen Studium in München eng befreundet war. Im Jahr 1964 erlitt sie einen Schlaganfall, bevor sie 1969 in Hannover starb.

## Werk (Auswahl)
Hedwig Marquardts Werk umfasst Gemälde, Aquarelle, Zeichnungen und Keramiken. Sie schuf vor allem „fantasievolle Kompositionen mit einer starken Vorliebe für Grün- und Violetttöne – die auch ihre bevorzugten Farben auf Keramik waren. Früh in ihrem Leben bevorzugte sie die reine Abstraktion, erreichte jedoch später eine Verschmelzung von Abstraktion und Naturalismus. Ihre Werke kombinieren kubistische und futuristische Techniken, sie arbeitete mit Öl, war jedoch eine Meisterin im Umgang mit Buntstiften“.
1963 erwarb das Kultusministerium von Niedersachsen zwei ihrer Bilder. Beispiele für Marquardts Arbeiten befinden sich in den Sammlungen des Londoner British Museums, das 1987 fünf Zeichnungen und Wasserfarbbilder kaufte, und der Leicester Museum & Art Gallery in Leicester, die 1987/88 neun Werke erwarb. Das Stadtmuseum Kiel und das Keramik-Museum Berlin besitzen Keramikstücke. Abgesehen von ihren keramischen Arbeiten in Kiel ist es teilweise schwierig, Marquardts Werk zu datieren.
- Dorfansicht 1907
- Kreuzigung 1914
- Rehe 1915
- Im Zirkus 1919
- Mädchen mit Orangen 1919
- Straßenszene 1919
- Maria mit dem Kind 1929
- Die Nacht 1930–1935
- Der Chemiker 1938
- Stillleben mit Flasche, Glas und Pfeife 1939
- Zebra 1950
- Die Stadt (Zeichnung)
- Die Nachtkatze
- Der Gratulant
- Clownszene (Aquarell)
- Der Gratulant
- Porträt eines bärtigen Mannes im Profil (Zeichnung)

## Ausstellungen (Auswahl)
- 1911: 4. Juryfreie Kunstausstellung, Ausstellungshaus am Kurfürstendamm, Berlin[9]
- 1921 und 1924: Leipziger Messe
- 1922: Frankfurter Messe
- 1924: Grassimuseum, Leipzig
- 1954: Weihnachtsausstellung Künstlerinnenverein Hannover
- 1958: Orangerie Schloss Herrenhausen, Hannover
- 1963: Galerie Volker, Hildesheim
- 2013/2014: Augusta Kaiser Hedwig Marquardt – Ein Künstlerinnenpaar. Frauenmuseum Wiesbaden
- 2015: Kieler Kunst-Keramik 1924–1930. Augusta Kaiser, Hedwig Marquardt und weitere Künstler. Ostholstein-Museum Eutin
- 2022: Ansehen! Kunst und Design von Frauen 1880–1940. Bröhan-Museum, Berlin[10]
- 2024/2025: Ton & Pinsel. Dialog der Künste von Hedwig Marquardt und Augusta Kaiser. Salzlandmuseum in Schönebeck (Elbe)[11][12]